# Das Tagebuch des Dr. Hart
Das Tagebuch des Dr. Hart ist ein deutscher, propagandistischer Stummfilm aus dem Jahre 1918 mit Heinrich Schroth in der Titelrolle.

## Handlung
Dr. Robert Hart, ein Mediziner mittleren Alters, macht einer Bekannten, der jungen Aristokratin Ursula von Hohenau, auf ihrem sächsischen Landsitz seine Aufwartung. Man führt gepflegte Konversation und genießt im Kreise kleiner Kinder diesen sonnigen Julitag. Als der Arzt wieder abreist, bringt der alte Postbote Ursula die Zeitung, datiert vom Freitag, den 24. Juli 1914: Dort steht als Schlagzeile: Oesterreichs Ultimatum an Serbien. Auch der in zaristischen Diensten stehende polnische Diplomat Graf Bronislaw liest vom anstehenden Kriegsgeschrei und ist zunächst patriotisch begeistert. In den folgenden Tagen kehrt Hart in seine Praxis zurück und behandelt dort auch den alten und gebrechlichen Vater der charmanten Gräfin Jadwiga Bransky. Anlässlich eines großen Festes mit abschließendem Feuerwerk in der Sommerfrische von Bad Oos am 1. August 1914 treffen sich alle Protagonisten das letzte Mal zu Friedenszeiten. Dort beobachtet Bronislaw mit wachsender Eifersucht, dass die von ihm angebetete Landsmännin Jadwiga die Nähe des deutschen Arztes genießt. Minuten später erreicht ihn und auch seinen französischen Freund, den Vicomte Latour, die Nachricht, dass jeder der Männer sofort in die Heimat zurückkehren solle. „Mobilmachung!“ lautet das Schlagwort der druckfrischen Extrablätter. Der Erste Weltkrieg hat begonnen.
Dr. Hart wird zum Stabsarzt ernannt und fährt per Bahn zu seinem Truppenteil. Zuvor schaut er noch bei seiner ehemaligen Studentenverbindung vorbei, hält eine flammende, patriotische Rede und hebt mit den Burschenschaftern mehr als nur einmal das Glas. Der Vormarsch der deutschen Einheit geht immer voran, gen Osten. Und Dr. Hart ist immer an ihrer Seite. Die russischen Kosaken knechten die heimische Landbevölkerung und vergiften ihre Brunnen. Als Dr. Hart sich um ein von den Kosaken zusammengeschlagenes altes Väterchen kümmert, sieht er das Bild Jadwigas in dessen ärmlichem Zimmer. Man sagt ihm, es handele sich dabei um die Tochter des „gnädigen Herrn“. Jadwiga hat hier einen guten Ruf, gibt sie doch stets den armen Leuten genügend Brot. Wenn sie aber fortgegangen ist, schlagen die brutalen Kosaken auf die armen Habenichtse ein. Die Stimmung bei den deutschen Soldaten ist derweil ausnehmend gut; es gibt immer etwas zu essen, zu trinken und sogar zu lachen. Als die Deutschen sich Schloss Bransky nähern, kommen Dr. Hart und ein Soldat zu einer Mühle, von der ein Spion offensichtlich Zeichen an die russischen Verbände gibt. Der Spion wird überwältigt, die Mühle in die Luft gesprengt. Die Deutschen überrennen die russischen Verteidiger des Schlosses, ihr Kommandeur, Graf Bronislaw beschwört den alten Bransky und seine Tochter, zu fliehen. Aber der Alte sagt nur „Ich erwarte die Deutschen“. Der erste deutsche Soldat, der schließlich das Schloss betritt, benimmt sich formvollendet.
Inzwischen hat Dr. Hart an seinem Verbandsplatz alle Hände voll zu tun. Er verbindet, säubert Wunden, setzt Spritzen. Die Russen fliehen, auch Graf Bronislaw. Auf einem Gefechtsfeld fällt er erschöpft und verwundet von seinem Pferd. Dort stöbert ihn Troll, der deutsche Sanitätshund auf und führt Dr. Hart zu ihm. Dieser sammelt den flüchtigen Bekannten aus Friedenszeiten in Bad Oos auf, hilft ihm wieder auf die Beine und gibt ihm etwas zu trinken. Wenig später kommen zwei versprengte, berittene Russen vorbei, schlagen Dr. Hart nieder, hieven Bronislaw auf eines ihrer Pferde und reiten davon. Verletzt begibt sich der Feldarzt zum großen Feldlazarett. In der Zwischenzeit ist Ursula von Hohenau freiwillig Krankenschwester geworden und hat einen Lazarettzug zusammengestellt. In Vorfreude auf Dr. Hart, mit dem sie auch im Krieg brieflichen Kontakt gehalten hat, begibt sie sich mit ebendiesem Zug V.12 zum Feldlazarett, das die Deutschen auf Schloss Bransky eingerichtet haben. Dort unterstützt aufopferungsvoll Jadwiga Dr. Hart bei der Versorgung der Verwundeten. Diese trägt ein Medaillon mit dem Porträt Bronislaws mit sich, der ihr sehr ans Herz gewachsen ist. Hart sieht dies mit gemischten Gefühlen.
Vom Vorgesetzten erhält der Feldarzt die Order, alle Soldaten gegen Cholera zu impfen. Wenig später kommt der Lazarettzug V.12 nahe Schloss Bransky an, um die Verwundeten zurück in die Heimat zu bringen. Bei dieser Gelegenheit lernen sich endlich auch Ursula und Jadwiga kennen. Zusätzlich rollen einige Krankenwagen der Deutschen zum Schloss und bringen weitere 84 Verwundete, darunter einen russischen Offizier. Es ist Bronislaw Krascinsky. Jadwiga fleht Dr. Hart an, ihm zu helfen. Sofort macht dieser sich daran, den Kriegsgegner zu operieren. Bald ist er genesen, und er und Jadwiga kommen zusammen ebenso wie Dr. Hart und Ursula. Ein Jahr im Leben des Feldarztes Dr. Robert Hart ist nun vergangen, der Feldarzt blättert sein Tagebuch auf: August 1915. Alle fünf Hauptdarsteller, Deutsche wie Polen, sitzen friedlich vereint vor dem Kamin des Schlosses Bransky, und Dr. Hart liest aus seinem Tagebuch vor, was in den letzten zwölf Monaten geschehen ist. Schlussszene: Der letzte Tagebucheintrag ist vom 5. November 1916. Hart schreibt: „Polen ein selbständiges Reich. Der Grafen Bransky Traum ist in Erfüllung gegangen. Auch Bronislaw hat sich auf sein Polentum besonnen. Wir sind gute Freunde geworden“. Ein Handschlag zwischen dem Deutschen und dem Polen besiegelt diese neue Freundschaft.

## Produktionsnotizen, Hintergründe, Wissenswertes
Der dreiaktige, rund 70-minütige Film mit dem Arbeitstitel Der Feldarzt wurde 1916 geplant und wohl in der ersten Jahreshälfte 1917, gedreht unter anderem in der Umgebung des deutsch-besetzten Brest-Litowsk (Kriegsszenen). Produziert wurde er von der Projektions-AG »Union« (PAGU) (Berlin) im Auftrag des Bufa. Die Polizei Berlin belegte den Film mit einem Jugendverbot (Nr. 40947); die Nachzensur vom 21. Dezember 1917 führte zur Aufhebung des Jugendverbots. Am 21. Januar 1918 erlangte der Film seine Uraufführung. Die wenigen Studioszenen entstanden im Union-Atelier in Berlin-Tempelhof.
Der Filmarchitekt Paul Leni (1885–1929) gab hier sein Regiedebüt; er schuf auch die Filmbauten.
Bei diesem Film handelte es sich um eine Auftragsproduktion des Bild- und Filmamtes (am 30. Januar 1917 zu Zwecken der Kriegspropaganda gegründet, siehe auch Propaganda im Ersten Weltkrieg). Dabei wurde ausdrücklich Wert darauf gelegt, den propagandistischen Auftrag tunlichst unaufdringlich durchscheinen zu lassen.
Es galt vor allem zwei Botschaften zu transportieren:
1. Die Feldärzte kümmern sich aufopfernd um die deutschen Männer im Felde, und
2. Die Besetzung des einst russischen Polen diene einzig und allein zum Wohle des polnischen Volkes, das damit einer neuen, quasi „brüderlichen“ Kooperation mit dem deutschen Volke eingehen könne.
Ernst Lubitschs Hausautor Hanns Kräly, ein Spezialist für Lustspiele und Monumentalstoffe, assistierte Regiedebütant Leni und hatte die Aufnahmeleitung.
Heinrich Schroth und Käthe Haack waren auch im wahren Leben ein Liebespaar, sie hatten 1916 geheiratet.

## Rezeption
Wie die Fachpublikation Der Kinematograph berichtete, verfolge der Film das Ziel „den Segen der ärztlichen Hilfe und Tätigkeit im Felde, andererseits aber auch den Opfermut, die freudige Hingabe an den Beruf und die Strapazen des Feldarztes“ vor Augen zu führen.
In der Lichtbild-Bühne heißt es: „Es ist ein zweifellos interessanter Film, der hier dargeboten wird und der uns klare Einblicke in das Sanitätswesen im Felde gewährt. Die einzelnen Bilder sind in sehr geschickter Weise mit einer Handlung verwoben, die zweifellos sehr fesselnd ist und dramatisch gestaltet wurde. Paul Leni als Regisseur hat hier durchweg gut gelungene Bilder gestellt und dabei Dekorationen geboten, die Anerkennung verdienen.“
Mit dem Abstand von knapp 80 Jahren stellte sich die Beurteilung des Filmes völlig anders dar. Thomas Brandlmeier offenbart en detail die propagandistischen Elemente des Werkes in seinem Aufsatz „Die polnische Karte: Anmerkungen zu Paul Lenis Film Das Tagebuch des Dr. Hart“: „Dieselbe Klischeehaftigkeit findet sich bei den männlichen Hauptdarstellern. Dr. Hart, von Heinrich Schroth gespielt, ist ganz pflichtbewußter Deutscher, eine Lichtgestalt, Graf Bronislaw dagegen, von Ernst Hofmann gespielt, ist der Typus des dekadenten Adeligen, dunkel, eifersüchtig, verschlagen, durch seine wilden Kosakenhorden gekennzeichnet. (…) Bronislaw gerät später in deutsche Gefangenschaft. Diesmal ist er schwer verletzt. Natürlich ist es Dr. Hart, der ihn durch eine Operation rettet. Nun, gegen Ende des dritten und letzten Akts, kommt es schnell und holprig zum Umschwung. Aus dem negativen russischen Offizier wird ein positiver Held: ein dankbarer polnischer Adeliger, der mit Hart, Ursula und Jadwiga, zwei glücklich vereinte Paare, am Kamin sitzt und die polnische Unabhängigkeit begrüßt.“

## Verfügbarkeit
Der Film ist als Stream auf der Seite des Filmportals.de verfügbar.